# Süderhastedt
Süderhastedt là một đô thị thuộc huyện Dithmarschen, trong bang Schleswig-Holstein, nước Đức. Đô thị Süderhastedt có diện tích 15,74 km², dân số thời điểm 31 tháng 12 năm 2006 là 878 người.